# Александр (мини-футбольный клуб)
«Александр» (Харьков) — украинская мини-футбольная команда, участник чемпионата Украины по мини-футболу.
Клуб создан 18 июня 2001 года на базе Харьковского национального университета внутренних дел. Инициатором выступает ректор университета, президент харьковской ассоциации мини-футбола Александр Ярмыш. В число руководителей клуба входят президент клуба народный депутат Александр Бандурка, первый вице-президент Александр Ярмыш, директор клуба Александр Московец. Главный тренер — Александр Беспорочный, тренер — Александр Молчанов, врач — Владимир Клименко, генеральный менеджер — Анатолий Подвойский. Название команды было выбрано именно из-за большого количества Александров, причастных к созданию коллектива.
В сезоне 2001—2002 команда выступает в восточной зоне первой лиги чемпионата Украины по мини-футболу, где занимает третье место, а нападающий команды Богдан Чепель становится вторым в списке бомбардиров турнира. В кубке страны «Александр» доходит до 1/8 финала, где уступает лидеру украинского мини-футбола донецкому «Шахтёру». В 2002 году «Александр» занимает второе место в международном турнире «Кубок Освобождения», проходящем в Харькове.
Перед началом сезона 2002—2003 «Александр» усиливается перспективным молодым нападающим Артёмом Ковалёвым и опытным вратарём сборной Украины Василием Сухомлиновым. Тренером становится только что завершивший профессиональную карьеру Роман Павлов. По итогам сезона команда добивается поставленной задачи и выходит в высшую лигу, заняв первое место в первой лиге. Помимо этого «Александр» успешно выступает в кубке Украины, дойдя до полуфинала и уступив, как и в прошлом сезоне, лишь донецкому «Шахтёру». За выход в полуфинал кубка все игроки команды получают звание кандидатов в мастера спорта. Помимо этого, в сентябре 2003 года мини-футбольная команда ХНУВД, созданная на базе клуба «Александр», приняла участие в Чемпионате мира по мини-футболу в южноафриканском городе Дурбан, который проводила Всемирная ассоциация полицейских команд по мини-футболу (WISPA). Харьковчане одержали победу в турнире и завоевали Кубок имени Нельсона Манделы, который им вручил мер Дурбана.
Свой первый сезон 2003—2004 в высшей лиге чемпионата Украины «Александр» завершает на пятом месте из двенадцати команд, а Артём Ковалёв становится лучшим бомбардиром турнира, получает приглашение в национальную сборную Украины и вскоре переходит в один из ведущих российских мини-футбольных клубов «ЦСКА». В кубке страны «Александр» доходит до четвертьфинала.
В следующем сезоне 2004—2005 «Александр» занимает седьмое место среди пятнадцати команд. Ведущими игроками клуба становятся Евгений Юнаков и Евгений Валенко, получившие вызов в сборную Украины. В розыгрыше «Кубка Освобождения» 2005 года харьковская команда занимает третье место.
В 2005 году в ХНУВД сменяется руководство, из университета уходят Александр Бандурка и Александр Ярмыш, и команда фактически остаётся без поддержки руководства университета и спонсоров. Переходят в другие ВУЗы некоторые игроки команды из числа курсантов и студентов, а также работающие на кафедре специальной подготовки Роман Павлов и Богдан Чепель. Благодаря личной поддержке Бандурки, Ярмыша и Московца «Александр» доигрывает сезон 2005—2006 и занимает тринадцатое место среди семнадцати команд. Несколько матчей за «Александр» проводит известный украинский мини-футболист, неоднократный чемпион страны и игрок сборной Александр Кондратюк.
В 2006 году «Александр» вылетает в первую лигу, а с июля 2007 по 2010 годы и вовсе прекращает участие во внутренних турнирах. Лишь в 2010 году после возвращения в ХНУВД Александра Бандурки и Валерия Московца университетская команда возобновляет существование.